# Населення Мальдівів
Населення Мальдівів. Чисельність населення країни 2015 року становила 393,3 тис. осіб (177-ме місце у світі). Чисельність остров'ян стабільно зменшується, народжуваність 2015 року становила 15,75 ‰ (125-те місце у світі), смертність — 3,89 ‰ (209-те місце у світі), природний приріст — −0,08 % (205-те місце у світі) . 

## Природний рух

### Відтворення
Народжуваність у Мальдівах, станом на 2015 рік, дорівнює 15,75 ‰ (125-те місце у світі). Коефіцієнт потенційної народжуваності 2015 року становив 1,74 дитини на одну жінку (166-те місце у світі). Рівень застосування контрацепції 34,7 % (станом на 2009 рік). Середній вік матері при народженні першої дитини становив 23,9 року, медіанний вік для жінок — 25—29 років (оцінка на 2009 рік).
Смертність у Мальдівах 2015 року становила 3,89 ‰ (209-те місце у світі).
Природний приріст населення в країні 2015 року був негативним і становив -0,08 % (депопуляція) (205-те місце у світі).

### Вікова структура

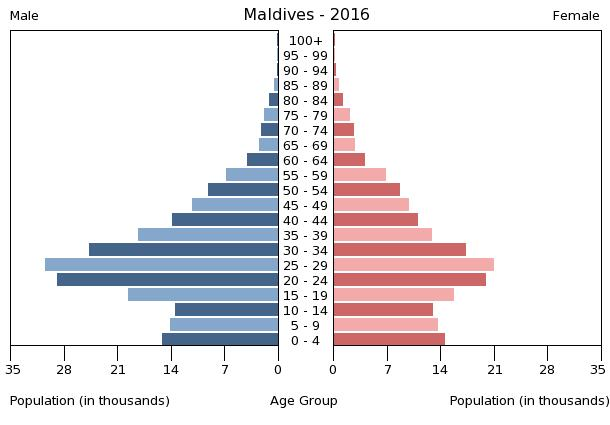
Віково-статева піраміда населення Мальдівів, 2016 рік

Середній вік населення Мальдівів становить 27,8 року (135-те місце у світі): для чоловіків — 27,8, для жінок — 27,8 року. Очікувана середня тривалість життя 2015 року становила 75,37 року (101-ше місце у світі), для чоловіків — 73,06 року, для жінок — 77,8 року.
Вікова структура населення Мальдівів, станом на 2015 рік, мала такий вигляд:
- діти віком до 14 років — 21,05 % (42 230 чоловіків, 40 555 жінок);
- молодь віком 15—24 роки — 22,41 % (51 141 чоловік, 36 970 жінок);
- дорослі віком 25—54 роки — 47,08 % (107 436 чоловіків, 77 713 жінок);
- особи передпохилого віку (55—64 роки) — 5,14 % (10 243 чоловіки, 9968 жінок);
- особи похилого віку (65 років і старіші) — 4,32 % (7994 чоловіки, 9003 жінки)[1].

### Шлюбність— розлучуваність
Середній вік, коли чоловіки беруть перший шлюб, дорівнює 24,1 року, жінки — 21,6 року, загалом — 22,9 року (дані за 2009 рік).

## Розселення
Густота населення країни 2015 року становила 1212,2 особи/км² (12-те місце у світі).

### Урбанізація
Мальдіви середньоурбанізована країна. Рівень урбанізованості становить 45,5 % населення країни (станом на 2015 рік), темпи зростання частки міського населення — 4,49 % (оцінка тренду за 2010—2015 роки).
Головні міста держави: Мале (столиця) — 156,0 тис. осіб (дані за 2014 рік).

### Міграції
Річний рівень еміграції 2015 року становив 12,68 ‰ (216-те місце у світі). Цей показник не враховує різниці між законними і незаконними мігрантами, між біженцями, трудовими мігрантами та іншими.
Мальдіви є членом Міжнародної організації з міграції (IOM).

## Расово-етнічний склад
| Етнічний склад (2015 рік) | Етнічний склад (2015 рік) | Етнічний склад (2015 рік) | Етнічний склад (2015 рік) | Етнічний склад (2015 рік) |
| ------------------------- | ------------------------- | ------------------------- | ------------------------- | ------------------------- |
| Етнос:                    |                           |                           | Відсоток:                 |                           |
| індійці                   | індійці                   |                           | %                         | %                         |
| сингальці                 | сингальці                 |                           | %                         | %                         |
| араби                     | араби                     |                           | %                         | %                         |

Головні етноси країни: індійці, сингальці, араби.

## Мови
| Мови Мальдів (2015 рік) | Мови Мальдів (2015 рік) | Мови Мальдів (2015 рік) | Мови Мальдів (2015 рік) | Мови Мальдів (2015 рік) |
| ----------------------- | ----------------------- | ----------------------- | ----------------------- | ----------------------- |
| Мова:                   |                         |                         | Відсоток:               |                         |
| мальдівська             | мальдівська             |                         | %                       | %                       |
| англійська              | англійська              |                         | %                       | %                       |

Офіційні мови: мальдівська (діалект сингальської з арабським письмом), англійська.

## Релігії
| Релігії Мальдів (2009 рік) | Релігії Мальдів (2009 рік) | Релігії Мальдів (2009 рік) | Релігії Мальдів (2009 рік) | Релігії Мальдів (2009 рік) |
| -------------------------- | -------------------------- | -------------------------- | -------------------------- | -------------------------- |
| Віросповідання:            |                            |                            | Відсоток:                  |                            |
| мусульмани                 | мусульмани                 |                            | 100%                       | 100%                       |

Головні релігії й вірування, які сповідує, і конфесії та церковні організації, до яких відносить себе населення країни: іслам (сунізм, державна релігія).

## Освіта
Рівень письменності 2015 року становив 99,3 % дорослого населення (віком від 15 років): 99,8 % — серед чоловіків, 98,8 % — серед жінок.
Державні витрати на освіту становлять 5,2 % ВВП країни, станом на 2012 рік (26-те місце у світі).

## Охорона здоров'я
Забезпеченість лікарями в країні на рівні 1,42 лікаря на 1000 мешканців (станом на 2010 рік). Забезпеченість лікарняними ліжками в стаціонарах — 4,3 ліжка на 1000 мешканців (станом на 2009 рік). Загальні витрати на охорону здоров'я 2014 року становили 13,7 % ВВП країни (50-те місце у світі).
Смертність немовлят до 1 року, станом на 2015 рік, становила 23,7 ‰ (73-тє місце у світі); хлопчиків — 26,11 ‰, дівчаток — 21,17 ‰. Рівень материнської смертності 2015 року становив 68 випадків на 100 тис. народжень (100-те місце у світі).
Мальдіви входить до складу ряду міжнародних організацій: Міжнародного руху (ICRM) і Міжнародної федерації товариств Червоного Хреста і Червоного Півмісяця (IFRCS), Дитячого фонду ООН (UNISEF), Всесвітньої організації охорони здоров'я (WHO).

### Захворювання
2012 року зареєстровано менше 100 тис. хворих на СНІД (127-ме місце у світі), це 0,01 % населення в репродуктивному віці 15—49 років (133-тє місце у світі). Смертність 2014 року від цієї хвороби становила приблизно 100 осіб (113-те місце у світі).
Частка дорослого населення з високим індексом маси тіла 2014 року становила 7 % (126-те місце у світі); частка дітей віком до 5 років зі зниженою масою тіла становила 17,8 % (оцінка на 2009 рік). Ця статистика показує як власне стан харчування, так і наявну/гіпотетичну поширеність різних захворювань.

### Санітарія
Доступ до облаштованих джерел питної води 2015 року мало 99,5 % населення в містах і 97,9 % в сільській місцевості; загалом 98,6 % населення країни. Відсоток забезпеченості населення доступом до облаштованого водовідведення (каналізація, септик): в містах — 97,5 %, в сільській місцевості — 98,3 %, загалом по країні — 97,9 % (станом на 2015 рік). Споживання прісної води, станом на 2008 рік, дорівнює 0,01 км³ на рік, або 18,44 тонни на одного мешканця на рік: з яких 95 % припадає на побутові, 5 % — на промислові, 0 % — на сільськогосподарські потреби.

## Соціально-економічне становище
Співвідношення осіб, що в економічному плані залежать від інших, до осіб працездатного віку (15—64 роки) загалом становить 47,4 % (станом на 2015 рік): частка дітей — 40,5 %; частка осіб похилого віку — 6,9 %, або 14,4 потенційно працездатного на 1 пенсіонера. Загалом ці показники характеризують рівень потреби державної допомоги в секторах освіти, охорони здоров'я і пенсійного забезпечення, відповідно. За межею бідності 2008 року перебувало 16 % населення країни. Розподіл доходів домогосподарств у країні має такий вигляд: нижній дециль — 1,2 %, верхній дециль — 33,3 % (станом на FY09/10 рік).
Станом на 2016 рік, уся країна електрифікована, усе населення країни мало доступ до електромереж. Рівень проникнення інтернет-технологій високий. Станом на липень 2015 року в країні налічувалось 214 тис. унікальних інтернет-користувачів (201-ше місце у світі), що становило 54,5 % загальної кількості населення країни.

### Трудові ресурси
Загальні трудові ресурси 2014 року становили 195,1 тис. осіб (174-те місце у світі). Зайнятість економічно активного населення у господарстві країни розподіляється таким чином: аграрне, лісове і рибне господарства — 15 %; промисловість і будівництво — 15 %; сфера послуг — 70 % (станом на 2010 рік). Безробіття 2013 року дорівнювало 11,6 % працездатного населення, 2012 року — 11 % (131-ше місце у світі); серед молоді у віці 15—24 років ця частка становила 25,4 %, серед юнаків — 29,1 %, серед дівчат — 21,4 % (48-ме місце у світі).

## Кримінал

### Торгівля людьми
Згідно зі щорічною доповіддю про торгівлю людьми (англ. Trafficking in Persons Report) Управління з моніторингу та боротьби з торгівлею людьми Державного департаменту США, уряд Мальдівів докладає значних зусиль у боротьбі з явищем примусової праці, сексуальної експлуатації, незаконною торгівлею внутрішніми органами, але не повною мірою, країна перебуває у списку спостереження другого рівня.

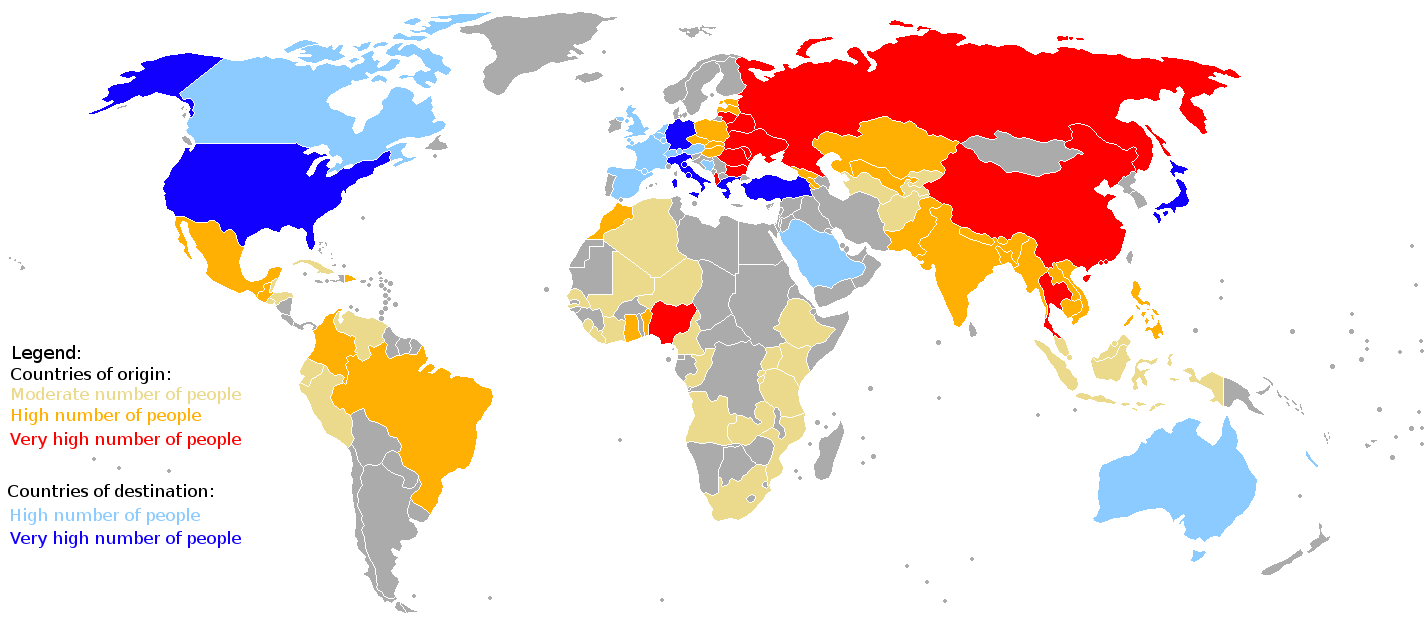
Країни-донори (червоний) і країни-реципієнти кримінальних потоків  (англ.)
Глобальна боротьба з торгівлею людьми (англ.)

## Гендерний стан
Статеве співвідношення (оцінка 2015 року):
- при народженні — 1,05 особи чоловічої статі на 1 особу жіночої;
- у віці до 14 років — 1,04 особи чоловічої статі на 1 особу жіночої;
- у віці 15—24 років — 1,38 особи чоловічої статі на 1 особу жіночої;
- у віці 25—54 років — 1,38 особи чоловічої статі на 1 особу жіночої;
- у віці 55—64 років — 1,03 особи чоловічої статі на 1 особу жіночої;
- у віці за 64 роки — 0,89 особи чоловічої статі на 1 особу жіночої;
- загалом — 1,26 особи чоловічої статі на 1 особу жіночої[1].

## Демографічні дослідження
Демографічні дослідження у країні ведуться рядом державних і наукових установ:

### Українською
- Атлас. 10—11 клас. Економічна і соціальна географія світу / упорядники :  О. Я. Скуратович, Н. І. Чанцева. — К. : ДНВП «Картографія», 2010. — ISBN 978-966-475-639-3.
- Атлас світу / голов. ред. І. С. Руденко ; зав. ред. В. В. Радченко ; відп. ред. О. В. Вакуленко. — К. : ДНВП «Картографія», 2005. — 336 с. — ISBN 9666315467.
- Безуглий В. В. Економічна і соціальна географія зарубіжних країн : Навчальний посібник. — К. : ВЦ «Академія», 2007. — 704 с. — ISBN 978-966-580-239-6.
- Безуглий В. В., Козинець С. В. Регіональна економічна і соціальна географія світу : Навчальний посібник. — видання 2-ге, доп., перероб. — К. : ВЦ «Академія», 2007. — 688 с. — ISBN 966-580-144-9.
- Головченко В. І., Кравчук О. Країнознавство: Азія, Африка, Латинська Америка, Австралія і Океанія. — К., 2006. — 335 с. — ISBN 966-8939-04-2.
- Гудзеляк І. І. Географія населення: Навчальний посібник / І. Гудзеляк. — Л. : Видавничий центр ЛНУ імені Івана Франка, 2008. — 232 с. — ISBN 978-966-613-599-8.
- Дахно І. І. Країни світу: Енциклопедичний довідник / І. І. Дахно, С. М. Тимофієв. — К. : Мапа, 2011. — 606 с. — (Бібліотека нового українця) — ISBN 978-966-8804-23-6.
- Дахно І. І. Економічна географія зарубіжних країн : навчальний посібник. — К. : Центр учбової літератури, 2014. — 319 с. — ISBN 978-611-01-0682-5.
- Джаман В. О. Регіональні системи розселення: демографічні аспекти. — Чернівці : Рута, 2003. — 392 с. — ISBN 9665685988.
- Дорошенко Л. С. Демографія: Навчальний посібник. — К. : МАУП, 2005. — 112 с. — ISBN 966-608-442-2.
- Дубович І. А. Країнознавчий словник-довідник. — 5-те вид., перероб. і доп. — К. : Знання, 2008. — 839 с. — ISBN 978-966-346-330-8.
- Економічна і соціальна географія країн світу. Навчальний посібник / За ред. Кузика С. П. — Л. : Світ, 2002. — 672 с. — ISBN 966-603-178-7.
- Загальна медична географія світу / В. О. Шевченко [та ін.] — К. : [б.в.], 1998. — 178 с.
- Ігнатьєв П. М. Країнознавство: Країни Азії. — Ч. : Книги-XXI, 2004. — 383 с. — ISBN 966-8029-53-4.
- Книш М. М., Мамчур О. І. Регіональна економічна і соціальна географія світу (Латинська Америка та Карибські країни, Африка, Азія, Океанія) : навч. посіб. — Л. : ЛНУ ім. Івана Франка, 2013. — 368 с. — ISBN 978-617-10-0007-0.
- Крисаченко В. С. Динаміка населення: Популяційні, етнічні та глобальні виміри. — К. : Видавництво Національного інституту стратегічних досліджень, 2005. — 368 с. — ISBN 966-554-083-1.
- Любіцева О. О., Мезенцев К. В., Павлов С. В. Географія релігій. — К. : АртЕК, 1999. — 504 с. — ISBN 966-505-006-0.
- Масляк П. О. Країнознавство. — К. : Знання, 2007. — 292 с. — (Вища освіта XXI століття)
- Масляк П. О., Дахно І. І. Економічна і соціальна географія світу / П. О. Масляк, І. І. Дахно ; за ред. П. О. Масляка. — К. : Вежа, 2003. — 280 с. — ISBN 966-7091-53-8.

### Російською
- (рос.) Мальдивская Республика // Демографический энциклопедический словарь / главн. ред. Валентей Д. И. — М. : Советская энциклопедия, 1985. — 608 с.
- (рос.) Мальдивская Республика // Страны и народы. Зарубежная Азия. Южная Азия / Редкол. : отв. ред. Ю. В. Ганковский, П. В. Куцобин, Г. В. Сдасюк. — М. : «Мысль», 1982. — 253 с. — (Страны и народы) — 180 тис. прим.
- (рос.) Атлас народов мира / Отв. ред. С. И. Брук и В. С. Апенченко. — М. : ГУГК ГГК СССР и Институт этнографии им. Н. Н. Миклухо-Маклая АН СССР, 1964. — 185 с. — 20 тис. прим.
- (рос.) Численность и расселение народов мира. Этнографические очерки / под ред. С. И. Брука. — М. : Издательство АН СССР, 1962. — 487 с.
- (рос.) Лаппо Г. М. География городов: Учебное пособие для географических факультетов вузов. — М. : Туманит, изд. центр ВЛАДОС, 1997. — 476 с. — ISBN 5-691-00047-0.
- (рос.) Ягельский А. География населения. — М. : Прогресс, 1980. — 383 с.